# Casa Thomas
La Casa Thomas est un bâtiment moderniste catalan de Barcelone, oeuvre de l'architecte Lluís Domènech i Montaner et situé au 293 de la rue de Majorque.
Projetée par l'architecte moderniste Lluís Domènech i Montaner, sur commande de l'industriel Joseph Thomas y Bigas, sa construction date de 1895-1898. Sa façade possède des éléments néogothiques.
En 1912 a été mené un agrandissement par l'architecte Francesc Guàrdia i Vial, qui a respecté le style initial.
Cette maison est l’un des meilleurs exemples du modernisme néogothique et floral, si caractéristique du langage architectural de Domènech i Montaner.

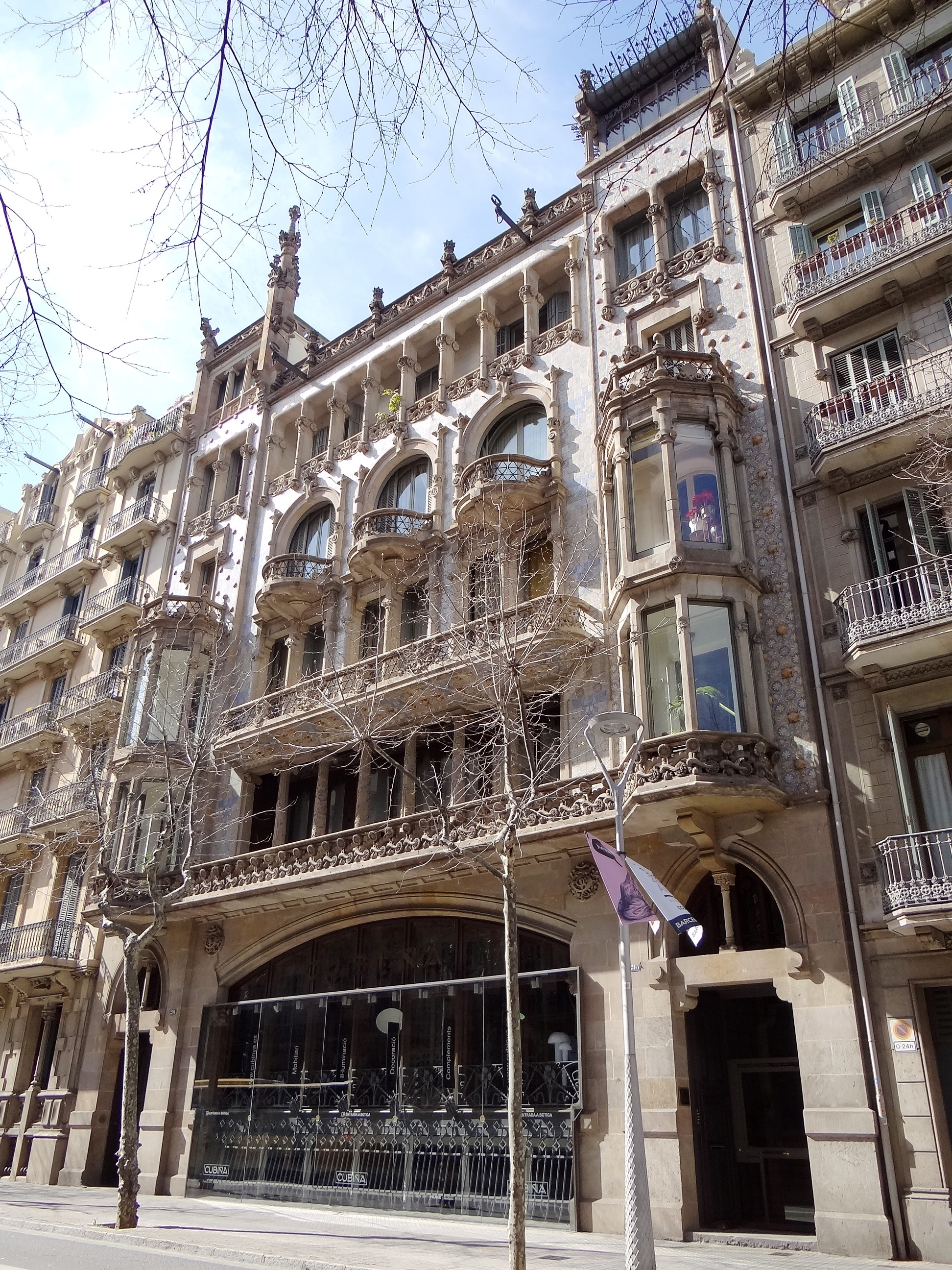
Casa Thomas
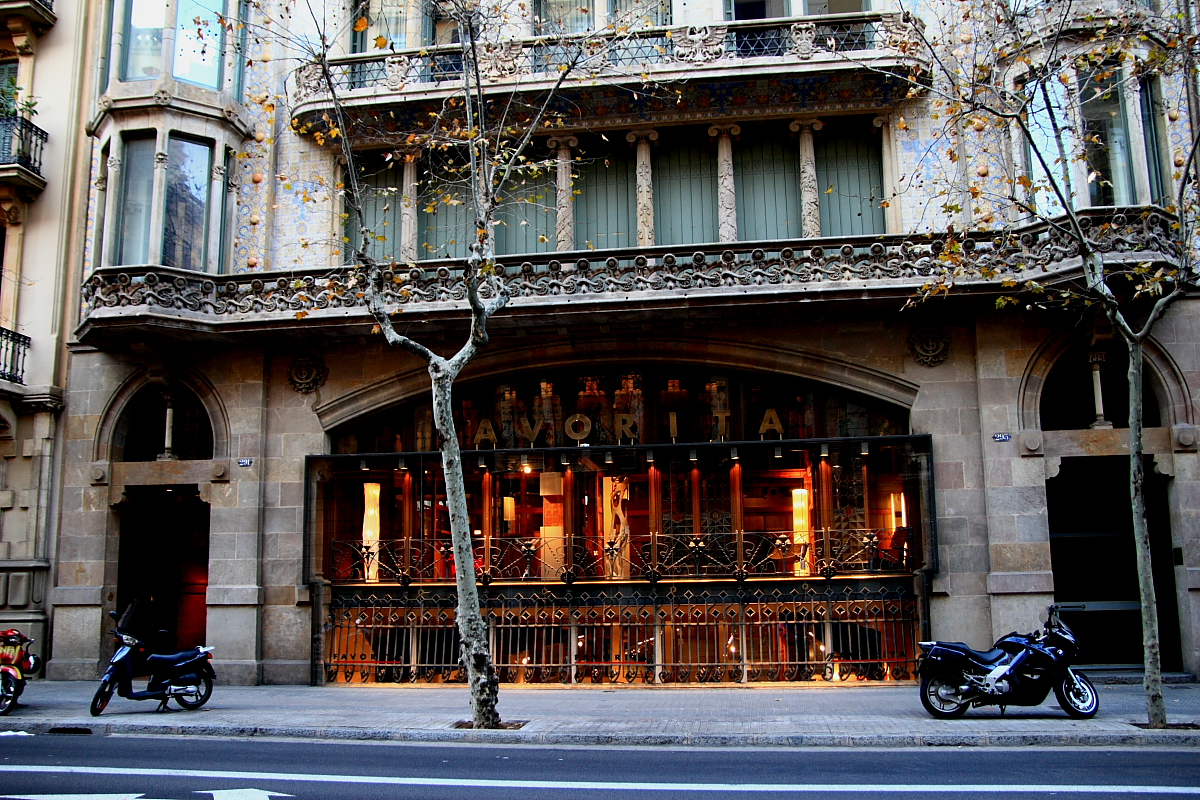
Détail